# Agrégation d'italien

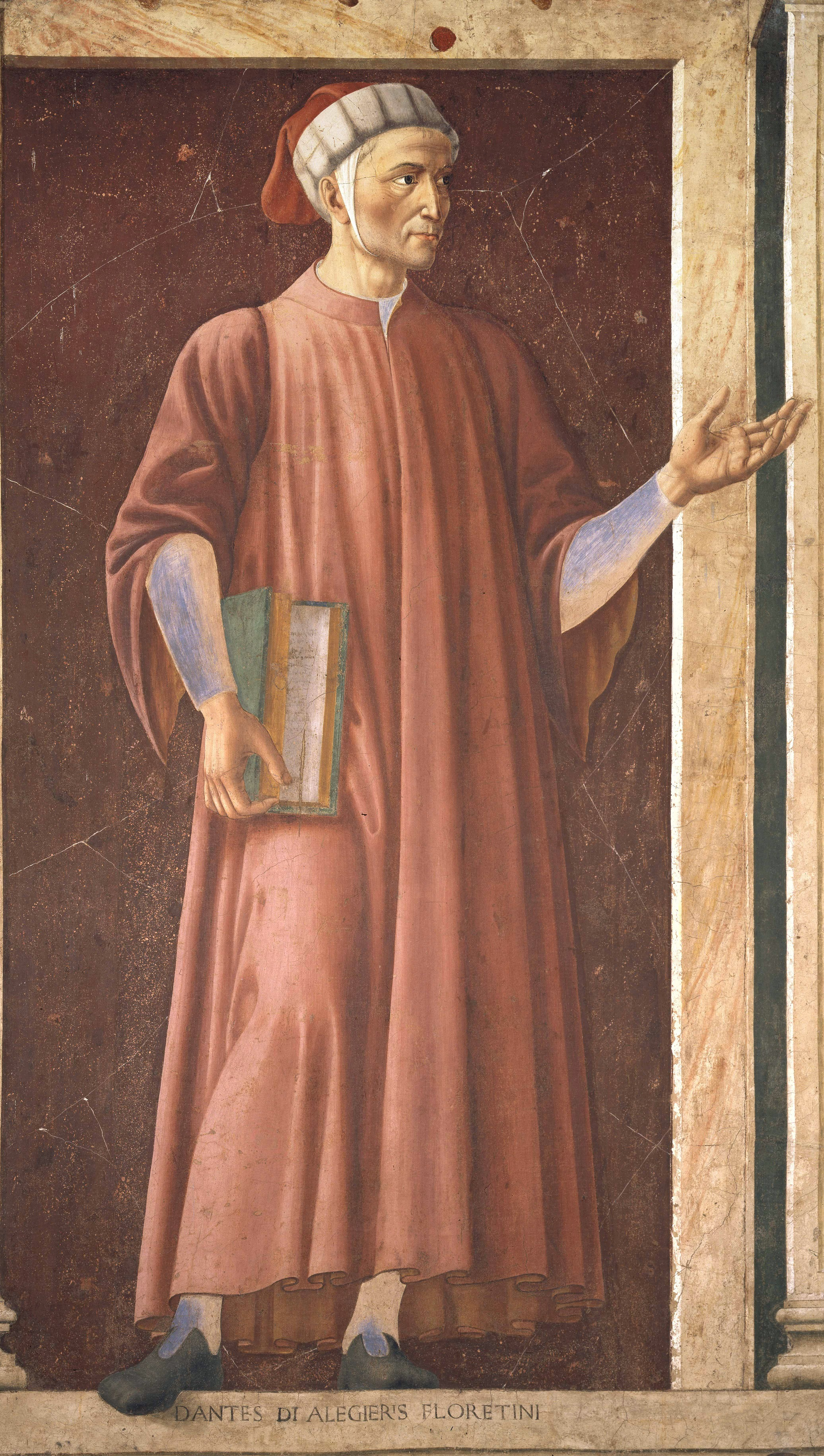
Dante (peint ici par Andrea del Castagno en 1450), auteur de la Divine Comédie et considéré pour cette raison comme le père de la littérature italienne, est régulièrement mis au programme de l'agrégation d'italien.

L'agrégation d'italien est, en France, un  concours public du ministère de l'Éducation nationale.
Il est destiné à recruter des professeurs agrégés appelés à enseigner la langue, la littérature et la civilisation de l'Italie dans l'enseignement secondaire et supérieur français.

## Histoire
La première session de l'agrégation d'italien se tint en 1900, sous l'impulsion de Charles Dejob. Cette année-là, deux personnes furent reçues, sur une dizaine de candidats, chiffres appelés à demeurer constants tout au long de la première moitié du XXe siècle.
L'objectif de cette création était alors de renforcer la formation des professeurs d'italien des lycées, en la fondant sur l'étude de la littérature de langue italienne depuis les origines. La décision se place dans le contexte de création des premières chaires de littérature italienne dans les facultés françaises, au tournant des XIXe siècle et XXe siècle, et de naissance de l'italianisme français, marquée notamment par la figure de Julien Luchaire, fondateur de l'Institut français de Florence qui vit passer de nombreux étudiants à l'agrégation.
Les agrégations d'italien et d'espagnol furent longtemps liées en raison du caractère latin des deux langues. Néanmoins, les deux concours ont connu des évolutions assez divergentes au cours du XXe siècle : alors que des questions relatives à l'histoire de l'Espagne et de l'Amérique hispanophone ont été introduites au programme de l'agrégation d'espagnol, l'agrégation d'italien est demeurée fondée sur les seules œuvres littéraires.

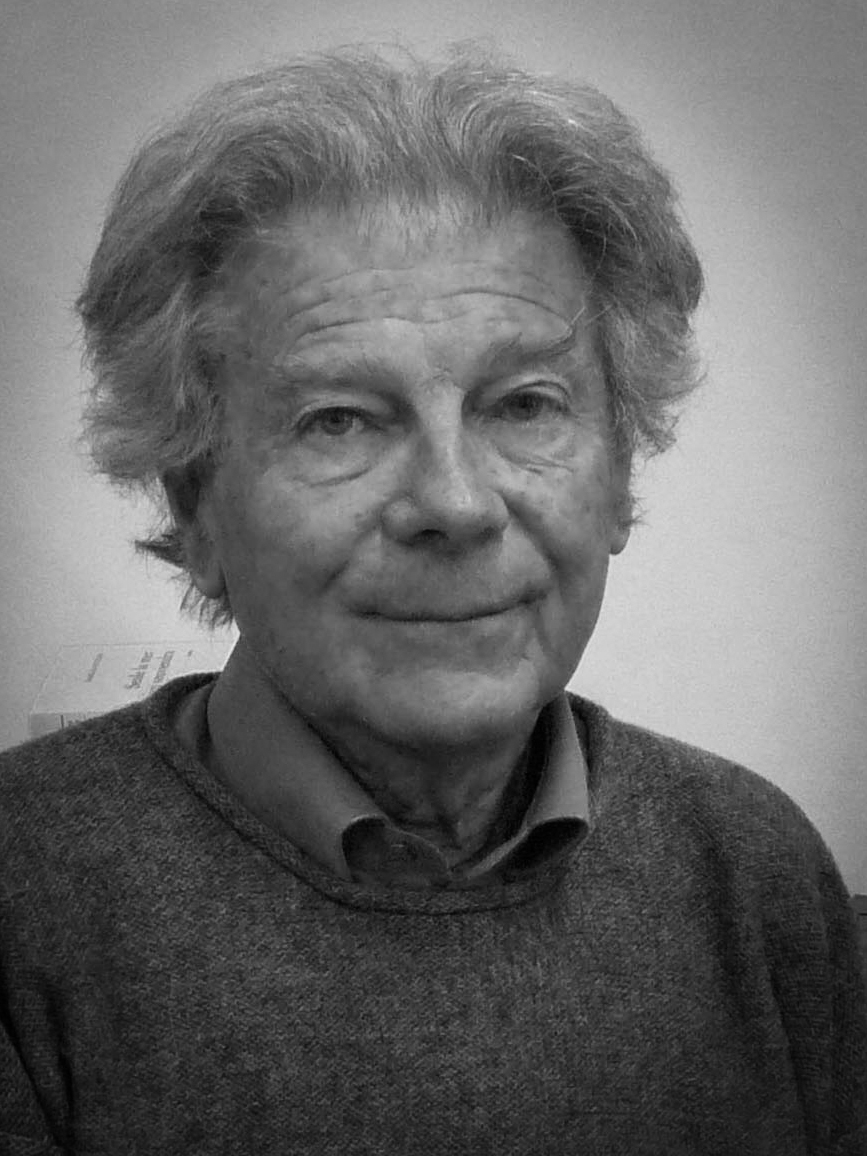
L'académicien Dominique Fernandez, reçu en 1955 à l'agrégation d'italien.

Parmi les agrégés d'italien célèbres, on peut mentionner :
- Maurice Mignon (1882-1962), ancien élève de l'ENS d'Ulm, italianiste, professeur à la faculté des lettres d'Aix-Marseille (1922), fondateur du Collège international de Cannes (1931) et du Centre universitaire méditerranéen de Nice (1933) ;
- Pierre Ronzy (1885-1976), italianiste, spécialiste de Papire Masson et d'Ada Negri, professeur à la faculté des lettres de Grenoble ;
- Henri Bédarida (1887-1957), italianiste ;
- Henri Bosco (1888-1976), écrivain ;
- Louis Chadourne (1890-1925), écrivain ;
- André Pézard (1893-1984), ancien élève de l'École normale supérieure, italianiste, professeur au Collège de France ;
- Paul Arrighi (1895-1975), italianiste, spécialiste du vérisme, professeur à la faculté des lettres d'Aix-Marseille ;
- Samy Lattès (1902-1987), italianiste et haut fonctionnaire ;
- René Boudard (1909-2004), italianiste ;
- Georges Pâques (1914-1993), ancien élève de l'École normale supérieure, haut fonctionnaire ;
- Jean Anglade (1915-2017), écrivain ;
- Robert Perroud (1920-), italianiste ;
- Fanette Roche-Pézard (1924-2009), historienne de l'art ;
- Gérard Luciani (1928-), italianiste, professeur à l'université de Grenoble ;
- Dominique Fernandez (1929-), ancien élève de l'École normale supérieure, écrivain et voyageur, de l'Académie française ;
- Jacqueline Risset[4] (1936-2014), ancienne élève de l'École normale supérieure de Sèvres, poétesse et italianiste ;
- Christian Bec[5], italianiste, de l'Accademia dei Lincei ;
- Jean Musitelli (1946-), ancien élève de l'École normale supérieure, haut fonctionnaire et diplomate ;
- Jean-Charles Vegliante (1947-), traducteur et poète.

## Épreuves
Il existe deux concours d'agrégation d’italien :
- un concours externe, ouvert aux titulaires d'un master ou équivalent[6] ;

- un concours interne, ouvert aux fonctionnaires et agents publics exerçant depuis au moins cinq ans, et pouvant justifier de la maîtrise ou d’un diplôme ou titre de niveau égal ou supérieur.

### Épreuves du concours externe

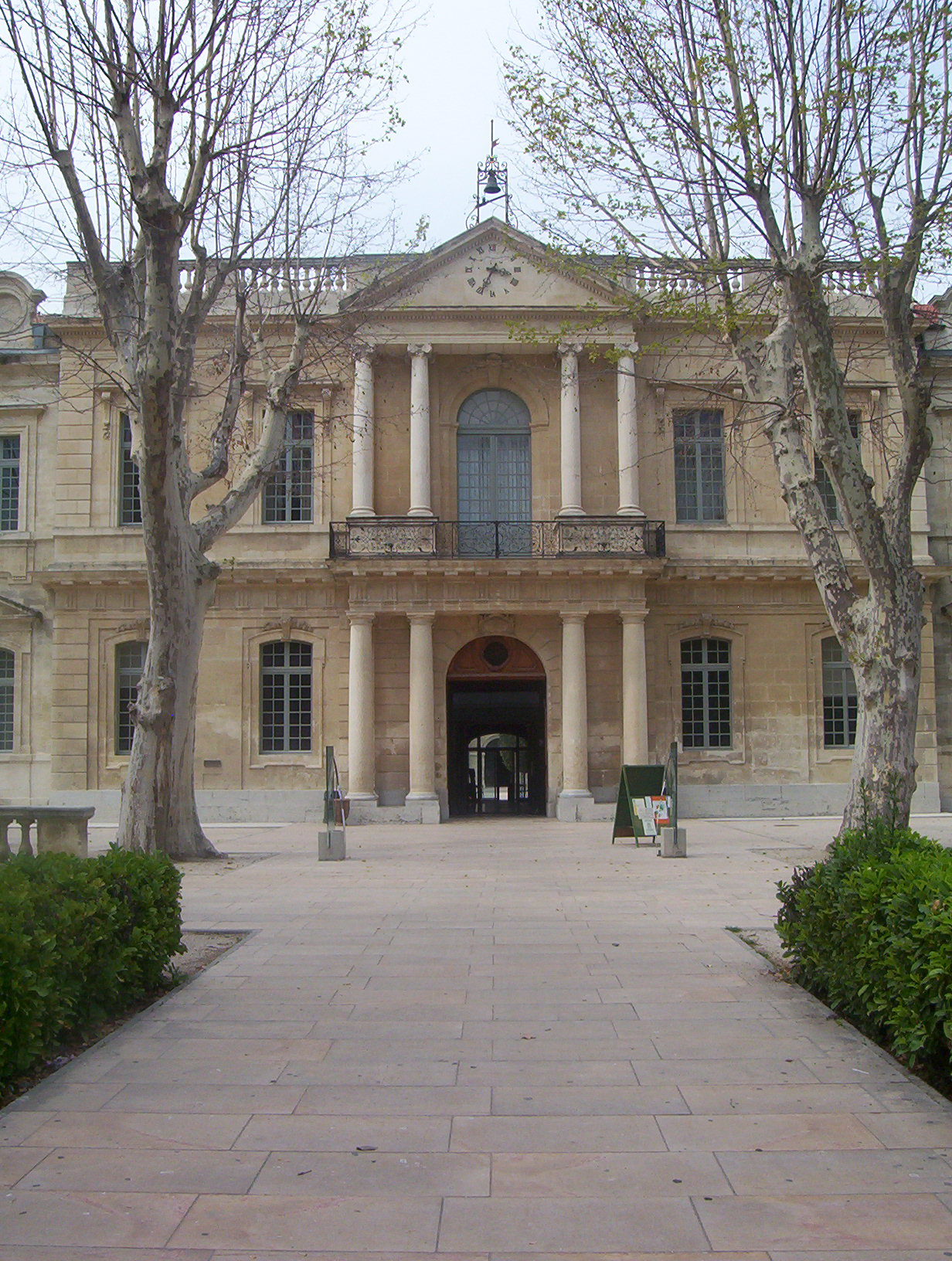
Entrée du campus Sainte-Marthe de l'université d'Avignon, où se sont déroulées pendant plusieurs années les épreuves orales d'admission.

Depuis la réforme mise en application lors de la session 2018, les épreuves du concours externe d'agrégation d'italien sont les suivantes :
- Épreuves écrites d’admissibilité

| Nature de l'épreuve                | Durée | Coefficient |
| Liste des épreuves                 |       |             |
| 1. Composition en langue italienne | 7 h   | 4           |
| 2. Thème et version                | 6 h   | 6           |
| 3. Composition en langue française | 7 h   | 4           |

- Épreuves orales d’admission

| Nature de l'épreuve | Préparation | Durée maximale                                      | Note |
| Liste des épreuves |             |                                                     |      |
| 1. Leçon en langue italienne | 5 h         | 45 min                                              | 6    |
| 2. Leçon en langue française | 5 h         | 45 min                                              | 6    |
| 3. Explication en langue française et traduction d'un texte ancien, suivie d'une interrogation de linguistique historique et d'une interrogation de latin | 1 h 30      | 45 min                                              | 4    |
| 4. Explication en langue italienne d'un texte moderne ou contemporain                                                                                     | 1 h 30      | 45 min (30 min d'explication et 15 min d'entretien) | 4    |

À l'issue des épreuves orales d'admission, qui se déroulaient en 2018 à l'Université Jean-Moulin-Lyon-III, une note de maîtrise de la langue italienne et de la langue française (coefficient 3) est attribuée aux candidats.
En 2018, le jury était présidé par Pierre Girard, professeur des universités à l'Université Jean-Moulin-Lyon-III.

### Épreuves du concours interne
| Nature de l'épreuve                | Durée | Coefficient |
| Liste des épreuves                 |       |             |
| 1. Composition en langue italienne | 7 h   | 1           |
| 2. Traduction                      | 6 h   | 1           |

- Épreuves orales d’admission

| Nature de l'épreuve                                         | Préparation | Durée maximale                                      | Note |
| Liste des épreuves                                          |             |                                                     |      |
| 1. Exposé de la préparation d'un cours suivi d'un entretien | 3 h         | 1 h (40 minutes d'exposé et 20 minutes d'entretien  | 2    |
| 2. Explication de texte en langue italienne                 | 3 h         | 1 h (30 minutes d'exposé et 30 minutes d'entretien) | 2    |

En 2017, le jury était présidé par Davide Luglio, professeur des universités à l'Université Paris-Sorbonne. Les épreuves orales se déroulaient à Paris.

## Préparation et programmes
Un certain nombre d'universités proposent une préparation à l'agrégation d'italien, parmi lesquelles l'Université d'Aix-Marseille, l'Université Grenoble-Alpes, l'Université Jean-Moulin-Lyon-III, l'Université de Lorraine (Nancy), l'Université Sorbonne-Nouvelle (Paris), Sorbonne Université (Paris), l'Université de Poitiers, l'Université Rennes 2 et l'Université Toulouse-Jean-Jaurès. Une préparation est également proposée par l'École Normale Supérieure de Lyon.

### Questions au programme
Le programme de chacune des deux agrégations change tous les ans. Le programme de l'agrégation externe est renouvelé de moitié chaque année, chaque question reste donc deux ans au programme. Composé de quatre questions, il couvre généralement quatre grandes périodes de la littérature italienne : le Moyen Âge, la Renaissance, l'époque moderne (XVIIIe siècle et XIXe siècle) et le XXe siècle. Le programme de l'agrégation interne est composé de deux questions, qui correspondent habituellement à deux questions du programme de l'agrégation externe de la même session, une question sur le Moyen Âge ou la Renaissance, et une sur le XVIIIe siècle, le XIXe siècle ou le XXe siècle.

#### Agrégation externe

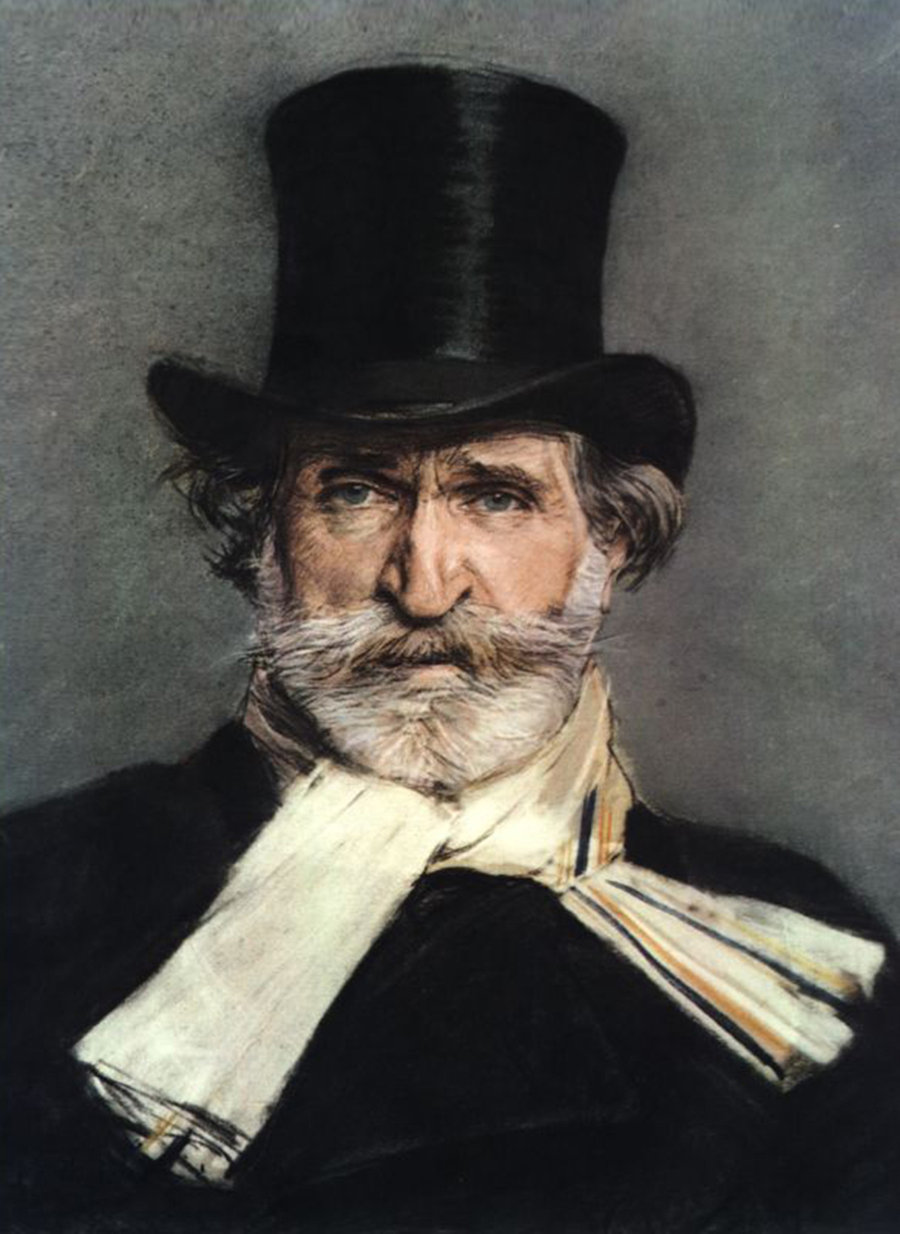
Le compositeur italien Giuseppe Verdi, dont l'œuvre est inscrite au programme des sessions 2018 et 2019 de l'agrégation externe d'italien.

- Session 2019[30] : 1. Giovanni Boccaccio, Elegia di Madonna Fiammetta/Corbaccio ; 2. Luigi Pulci, Morgante ; 3. Giuseppe Verdi. Opéra et politique ; 4. Antonio Gramsci.

- Session 2018 : 1. Giovanni Boccaccio, Elegia di Madonna Fiammetta/Corbaccio ; 2. Léonard de Vinci. Art, science et écriture ; 3. Giuseppe Verdi. Opéra et politique ; 4. Curzio Malaparte.

- Session 2017 : 1. Guido Guinizelli et Guido Cavalcanti ; 2. Léonard de Vinci. Art, science et écriture ; 3. Littérature pour l’enfance et enfance de la nation ; 4. Curzio Malaparte.

- Session 2016 : 1. Guido Guinizelli et Guido Cavalcanti ; 2. Tommaso Campanella ; 3. Littérature pour l’enfance et enfance de la nation ; 4. L’œuvre narrative de Giorgio Bassani.

- Session 2015 : 1. Saint François et le franciscanisme dans l’art et la littérature des XIIIe et XIVe siècles ; 2. Tommaso Campanella ; 3. Le théâtre de Carlo Goldoni ; 4. L’œuvre narrative de Giorgio Bassani.

- Session 2014 : 1. Saint François et le franciscanisme dans l’art et la littérature des XIIIe et XIVe siècles ; 2. La nouvelle italienne au XVIe siècle ; 3. Le théâtre de Carlo Goldoni ; 4. L’œuvre poétique de Salvatore Quasimodo.

- Session 2013 : 1. Dante Alighieri, Paradis, VI-XVII ; 2. La nouvelle italienne au XVIe siècle ; 3. Federico De Roberto, I Viceré et L'imperio ; 4. L’œuvre poétique de Salvatore Quasimodo.

- Session 2012[31] : 1. Dante Alighieri, Paradis, VI-XVII ; 2. L'Arioste, Roland furieux ; 3. Federico De Roberto, I Viceré et L'imperio ; 4. Le théâtre de Dario Fo et Franca Rame.

- Session 2011[32] : 1. La ville dans le Décaméron de Boccace ; 2. L'Arioste, Roland furieux ; 3. Giovanni Pascoli poète ; 4. Le théâtre de Dario Fo et Franca Rame.

- Session 2010 : 1. La ville dans le Décaméron de Boccace ; 2. Benvenuto Cellini, Vita ; 3. Giovanni Pascoli poète ; 4.  Écrivains au front. L’Italie dans la Grande Guerre.

- Session 2009 : 1. Dante, Rime ; 2. Benvenuto Cellini, Vita ; 3. Metastasio, Drammi per musica ; 4.  Écrivains au front. L’Italie dans la Grande Guerre.

- Session 2008 : 1. Dante, Rime ; 2. L'art de gouverner à Florence : Savonarole, Machiavel et Guichardin ; 3. Metastasio, Drammi per musica ; 4. Antonio Tabucchi.

#### Agrégation interne

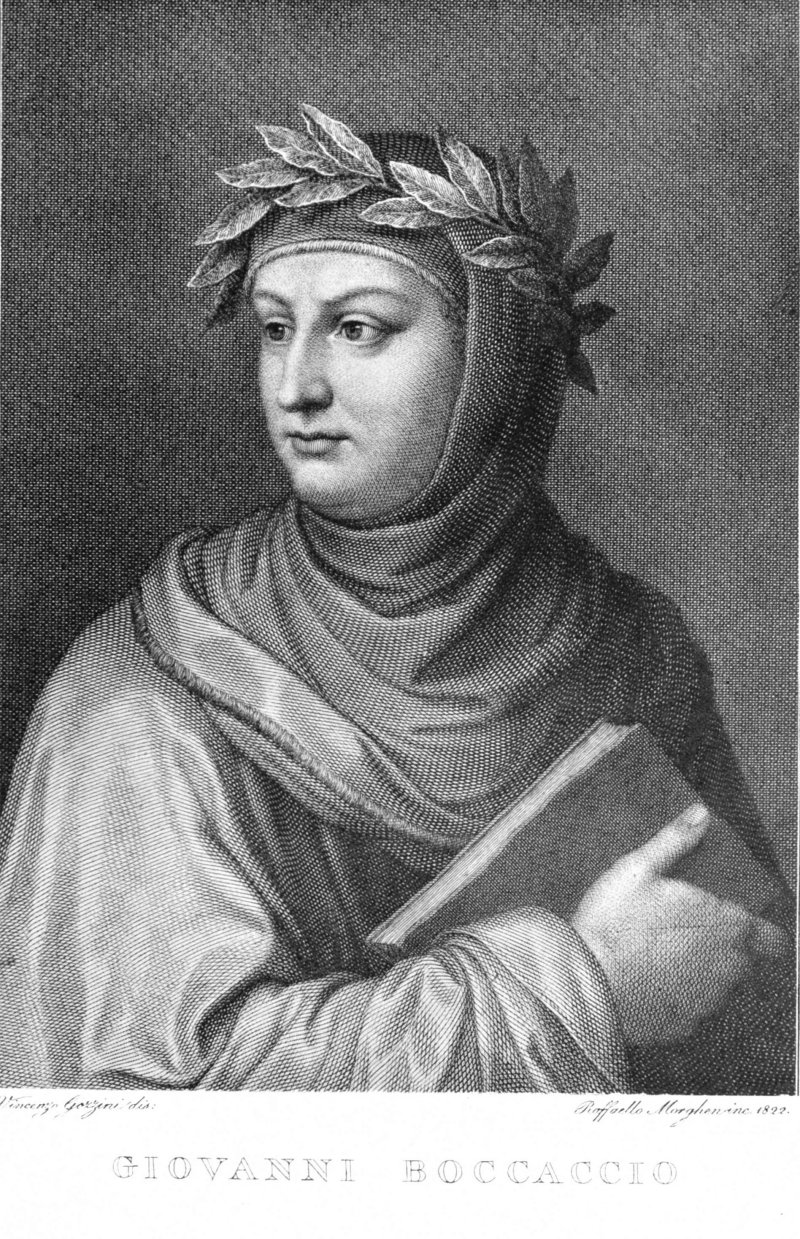
L'écrivain italien Boccace, dont l'œuvre est inscrite au programme des sessions 2018 et 2019 de l'agrégation interne d'italien.

- Session 2019[33] : 1. Giovanni Boccaccio, Elegia di Madonna Fiammetta/Corbaccio ; 2. Antonio Gramsci.

- Session 2018 : 1. Giovanni Boccaccio, Elegia di Madonna Fiammetta/Corbaccio ; 2. Curzio Malaparte.

- Session 2017 : 1. Guido Guinizelli et Guido Cavalcanti ; 2. Curzio Malaparte.

- Session 2016 : 1. Guido Guinizelli et Guido Cavalcanti ; 2. L’œuvre narrative de Giorgio Bassani.

- Session 2015 : 1. Saint François et le franciscanisme dans l’art et la littérature des XIIIe et XIVe siècles ; 2. L’œuvre narrative de Giorgio Bassani.

- Session 2014 : 1. Saint François et le franciscanisme dans l’art et la littérature des XIIIe et XIVe siècles ; 2. Le théâtre de Carlo Goldoni.

- Session 2013 : 1. Dante Alighieri, Paradis, VI-XVII ; 2. Federico De Roberto, I Viceré et L'imperio.

- Session 2012 : 1. L'Arioste, Roland furieux ; 2. Le théâtre de Dario Fo et Franca Rame.

- Session 2011 : 1. La ville dans le Décaméron de Boccace ; 2. Le théâtre de Dario Fo et Franca Rame.

- Session 2010 : 1. La ville dans le Décaméron de Boccace ; 2. Écrivains au front. L’Italie dans la Grande Guerre.

- Session 2009 : 1. Benvenuto Cellini, Vita ; 2.  Écrivains au front. L’Italie dans la Grande Guerre.

- Session 2008 : 1. Dante, Rime ; 2. Antonio Tabucchi.

#### Sites officiels
- Présentation du concours de l'agrégation sur le site du ministère de l'Éducation nationale consacré aux concours de recrutement des enseignants
- Sujets et rapports des jurys sur le site du ministère de l'Éducation nationale consacré aux concours de recrutement des enseignants